# Mahadevsthan (Baitadi)
Mahadevsthan (nepalski: महादेवस्थान) – gaun wikas samiti w zachodniej części Nepalu w strefie Mahakali w dystrykcie Baitadi. Według nepalskiego spisu powszechnego z 2011 roku liczył on 596 gospodarstw domowych i 3697 mieszkańców (1846 kobiet i 1851 mężczyzn).